# 드림빌더
《드림빌더》(덴마크어: Drømmebyggerne, 영어: Dreambuilders)는 덴마크에서 제작된 킴 하겐 젠슨 감독의 2019년 애니메이션, 모험, 가족, 판타지 영화다. 수닛 파레크 등이 제작에 참여하였다.

## 출연

### 주연
- 에밀리에 크로이어 코펠 : 미나 역

### 조연
- 마틴 부치 : 가프 역
- 라스무스 보토프트 : 존 역
- 미아 레르담 : 퇴이셀게르 역
- 디테 한센 : 헬렌 역
- 카롤리네 베델 : 제니 역
- 스티그 호프마이어 : 검사관 역

## 제작진
- 공동연출: 토니 징크
- 미술: 토니 징크

## 기타
- 수입 :  DseeD 디씨드